# Stenocyathus vermiformis
Stenocyathus vermiformis är en korallart som först beskrevs av Pourtalès 1868.  Stenocyathus vermiformis ingår i släktet Stenocyathus och familjen Guyniidae. Inga underarter finns listade i Catalogue of Life.